# Illumos
Illumos (stilizat ca illumos) este  un Sistem de operare Unix liber și open-source. El se bazează pe OpenSolaris, care se baza pe System V Release 4 (SVR4) și Berkeley Software Distribution (BSD). Proiectul conține nucleul, drivere, biblioteci de sistem și programe de utilitate pentru administrarea sistemului. Nucleul dat acum e baza pentru mai multe distributii Illumos diferite cu surse deschise , intr-un mod similar cum  nucleul Linux e utilizat în diferite  distributii Linux.
Menținătorii proiectului scriu illumos cu minusculă deoarece unele fonturi de calculator nu disting clar  l minuscul de I majuscul (il vs IL vs de nedistins Il) (vezi omoglif). Numele proiectului e o combinație din cuvintele illum din latină lumină și OS abreviere din engleză pentru sistem de operare.

## Generalizare

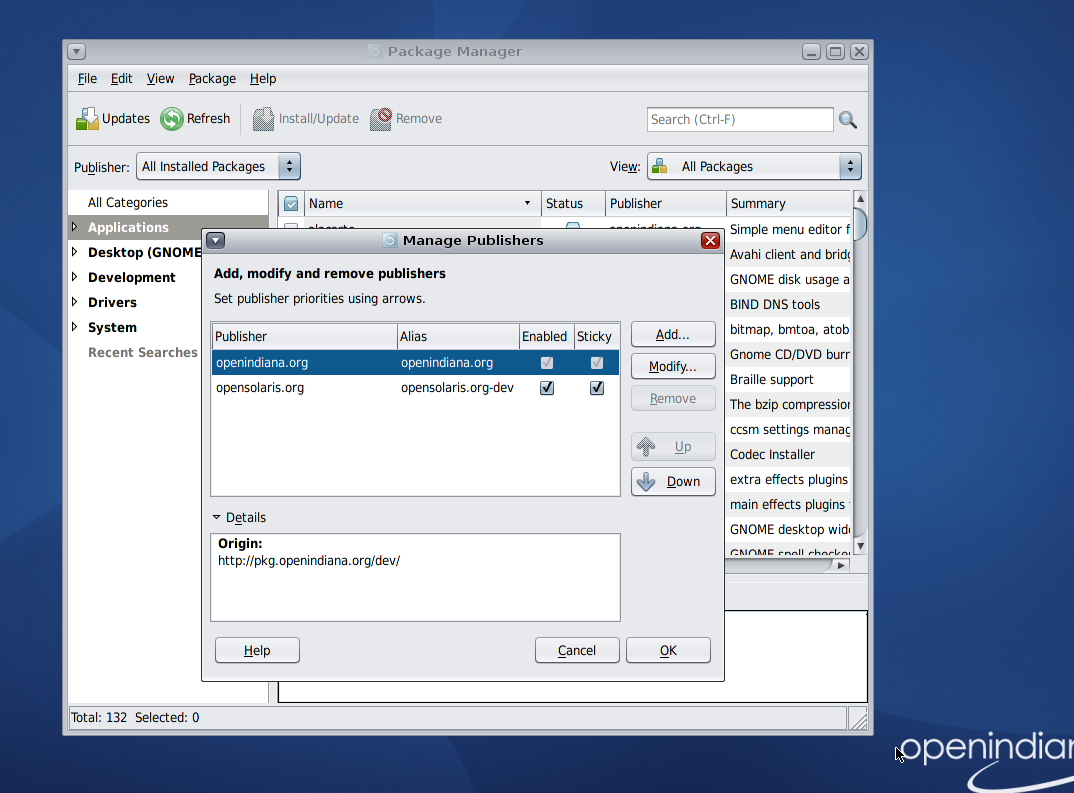
Sistemul de operare OpenIndiana se bazează pe illumos

illumos a fost anunțat în timpul unui webinar
pe, 3 august 2010, ca un efort comunitar a unor ingineri de bază din Solaris pentru a crea cu adevărat un Solaris cu sursă liberă prin înlocuireaa unor părti cu sursă inchisă din OpenSolaris cu implementări deschise.
Planul inițial prevedea în mod explicit că illumos nu va fi distribuție nici bifurcare. Cu toate acestea, după ce Oracle a anunțat că va discontinua OpenSolaris, s-au făcut planuri pentru a bifurca versiunea finală a nucleului Solaris ON permițându-i lui illumos să evolueze într-un nucleu propriu.

La data de 2010, eforturile se concentrau pe libc, managerul de blocare NFS, modulul crypto și numeroase drivere de dispozitive pentru a crea un sistem clonă Solaris dar fără cod sursă închis, proprietar. La data de 2012, atenția dezvoltării include tranziția de la compilatorul istoric, Studio, la GCC. Programele din spațiul utilizatorului acum sunt strânse cu GNU make și conțin multe utilite GNU ca GNU tar.
illumos e condus lejer de fondatorul Garrett D'Amore și alți membri/dezvoltatori ai communității ca Bryan Cantrill și Adam Leventhal, prin intermediul consiliului dezvoltatorilor.
Fundația illumos a fost incorporată în Statul California ca o asociație de comerț 501(c)6, cu Jason Hoffman (în trecut la Joyent), Evan Powell (Nexenta), și Garrett D'Amore ca membri al consiliului fondatorilor. La data de August 2012, fundația era în process de formalizare a statutului său și a dezvoltării organizaționale.
La OpenStorage Summit 2010, logoul nou pentru illumos a fost dezvăluit, stilul de font oficial și brandingul au urmat după.

## Dezvoltare
Proiectul său principal de dezvoltare, illumos-gate, provine din OS/Net (aka ON), care e nucleul Solaris cu cea mai mare parte a driverelor, librăriilor de bază, și utilitelor de bază, similar cu aceia ce este livrat de arborele "src" BSD. El a fost originar dependent de OpenSolaris OS/Net, dar o bifurcare a fost făcută după ce Oracle pe tăcut a decis să închidă dezvoltarea Solarisului și neoficial a ucis proiectul OpenSolaris.

## Funcționalități
- ZFS, un sistem de fișiere și gestionar de volume logice combinat oferind un nivel înalt  de integritate a datelor  pentru capacități de stocare  foarte mari.
- Solaris Containers, (sau Zones) o implementare cu impact de performanță redus a tehnologiei virtualizare la nivel SO pentru sisteme x86 și SPARC.
- DTrace, o unealtă extensivă pentru urmarirea dinamică și depanarea problemelor nucleului și a aplicațiilor  pe sisteme de producție  in timp real.
- KVM (Mașină Virtuală bazată pe nucleu) infrastructură de virtualizare. KVM suportă virtualizare nativă pe procesoare cu extensii de virtualizare la nivel de dispozitiv.
- OpenSolaris Network Virtualization and Resource Control, (sau Crossbow) un set de funcționalități care oferă virtualizarea rețelei interne și calitatea întreținerii inclusiv: Virtual NIC (VNIC) technologie de interfețe de pseudo-rețele, zone de IP excluzive, gestionarea lățimii de bandă, și controlul fluxului  per interfață și per VNIC.

## Rude
- Solaris
- OpenSolaris

## Distribuții
Distribuții, pe illumos.org
- DilOS, cu gestionarul de pachete Debian (dpkg +  apt) și suport pentru virtualizare, disponibil pentru x86-64 și SPARC.[21]
- EON
- NexentaStor, distribuție optimizată pentru virtualizare, rețele de spațiu de stocare,  stocare atașată la rețea, și applicații iSCSI sau Fibre Channel folosind  sistemul de fișiere ZFS.
- OmniOS Community Edition, adoptă o abordare minimalistă comodă in scopuri server.[22]
- OpenIndiana, o distribuție care e o continuare și bifurcare în spiritul sistemului de operare OpenSolaris.
- SmartOS, o distribuție pentru cloud computing cu integrare cu  Mașină Virtuală bazată pe nucleu .
- StormOS
- Tribblix, distribuție în stil retro cu componente moderne, disponibilă pentru x86-64 și SPARC.[23]
- v9os, distribuție minimă SPARC bazată pe IPS, doar pentru servere.[24]
- XStreamOS, distribuție pentru infrastructură, nori, și dezvoltare  web.[25]